# Pike's Peak Toboggan Slide
Pour plus de détails, voir Fiche technique et Distribution.
Pike's Peak Toboggan Slide est un très court film documentaire américain réalisé par Harry Buckwalter et sorti en 1902.
Produit par la Selig Polyscope Company, le film dont le titre signifie littéralement « Glissade en luge à Pike's Peak », a été tourné sur le pic Pikes, un sommet de plus de 4 000 mètres d'altitude, situé sur le versant oriental des montagnes Rocheuses méridionales, à une vingtaine de kilomètres à l'ouest de la ville de Colorado Springs, dans le comté d'El Paso dans l'État du Colorado.

## Fiche technique
- Titre : Pike's Peak Toboggan Slide
- Réalisation : Harry Buckwalter
- Scénario :
- Photographie :
- Montage :
- Producteur : William Selig
- Société de production : Selig Polyscope Company
- Société de distribution : Selig Polyscope Company
- Pays d'origine :  États-Unis
- Langue : film muet avec les intertitres en anglais
- Format : Noir et blanc — 35 mm — 1,33:1 — Muet
- Genre : Film documentaire
- Durée :
- Date de sortie :
  -  États-Unis : novembre 1902